# Падерно (Белуно)
Падерно (итал. Paderno) је насеље у Италији у округу Белуно, региону Венето.
Према процени из 2011. у насељу је живело 378 становника. Насеље се налази на надморској висини од 387 м.